# Grupos étnicos de México
De manera oficial, la Constitución Política de los Estados Unidos Mexicanos establece que la Nación Mexicana es única e indivisible. Sin embargo, en el Artículo 2° reconoce su naturaleza multicultural. La ideología identitaria del Estado mexicano ha definido a México como una nación mestiza, o en palabras de José Vasconcelos, como el  crisol de todas las razas, tanto cultural como étnicamente. Esta idea es ampliamente debatida por expertos en la construcción de la identidad racializada.
México tal y como lo conocemos no se puede entender sin los momentos históricos que ha tenido, los cuales tienen una repercusión importante en la manera en la que se organiza y piensa la sociedad. El proceso más importante es la conquista y posteriormente la época colonial, ya que no sólo incluye un encuentro entre «dos mundos», sino más procesos de dominación, explotación, opresión y saqueo. México no es homogéneo, cuenta con diversos grupos culturales que poseen características diferentes.

## Mexicanos Indígenas

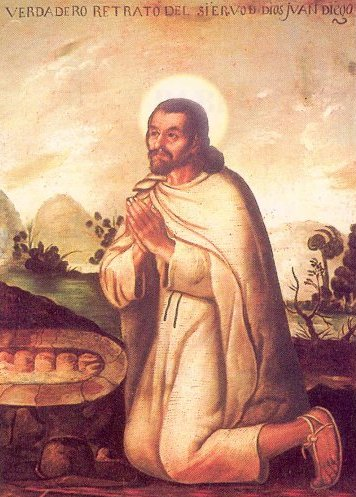
Juan Diego Cuauhtlatoatzin, se convirtió en el primer santo cristiano de origen indígena.

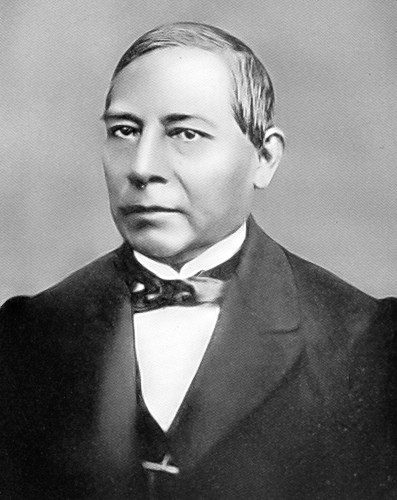
Benito Juárez, presidente de México (1858-1867; 1867-1872) y primer presidente de origen indígena de toda América.

En el segundo artículo de su constitución política, México se define a sí mismo como una nación pluricultural, en reconocimiento a los diversos pueblos indígenas que habitan en su territorio. El concepto de indígena usado por el gobierno se puede definir a grandes rasgos como sentir pertenencia hacía un grupo étnico indígena. No obstante, los criterios en los que se basa este sentimiento de pertenencia han variado con el tiempo, así estos criterios han sido a veces fenotípicos, otras lingüísticos o culturales e incluso basados en el vestuario que una persona habitualmente usa, con la constante de siempre ser factores asociados a la herencia familiar. 
Se estima que al momento de la Independencia de México, entre 45% y 60% de la población total de México era indígena, sin embargo debido a la castellanización y sufrir tasas de mortalidad más elevadas por vivir en su mayoría lejos de las ciudades fundadas por los colonos españoles o estar en guerra con ellos, para 1889 se estima que los indígenas se habían reducido a ser 35% de la población que luego, de acuerdo con el censo de 1921 se redujo a 30% y finalmente a solo 8% en el 2000, el hecho de que el gobierno mexicano ha usado diferentes criterios a lo largo de la historia para definir que es "ser indígena" también ha tenido repercusión en el número de estos. 
El Instituto Nacional de Estadística y Geografía mexicano reveló en 2005 que el 5.4% de la población de México era indígena basándose en el porcentaje de personas que hablaban lenguas indígenas, con un criterio enteramente étnico (es decir si una persona se considera indígena independientemente de que no tenga cultura indígena o no viva en una comunidad de estos) la Comisión Nacional para el Desarrollo de los Pueblos Indígenas reportó que la población indígena mexicana es de unos quince millones de personas, que corresponden aproximadamente al 14% de los 120 millones de Mexicanos que se registraron en el 2010, mientras que en 2017 estimó el porcentaje de mexicanos indígenas en 23%, esta vez clasificando como indígenas a mexicanos que se consideraron netamente como indígenas y mexicanos que se consideraron parte indígenas. En el censo de 2020 se reportó que el 19.4% de la población mexicana se identificó como indígena y el 9.36% de la población residia en hogares considerados indígenas.
Los grupos indígenas de México pertenecen básicamente a cinco grandes familias lingüísticas:
- Familia yumano-cochimí, a la cual pertenecen los kiliwas, los paipai, los cucapá, los cochimíes (mti'pai) y los kumai.
- Familia utoazteca, a la cual pertenecen los siguientes grupos étnicos son: nahuas, yaquis, huicholes, pápagos, mayos.
- Familia otomangue, a la cual pertenecen los siguientes grupos: zapotecas, mixtecas, otomíes, mazatecos, mazahuas, etc.
- Familia totozoqueana, a la cual pertenecen los totonacas, los mixes, etc.
- Familia mayense, a la cual pertenecen los mayas, los tsotsiles, los tseltales, los huastecos, o los kakchikeles.

Además existen otras familias con menos grupos diferentes (chontales de Oaxaca, tequistlatecos, kikapús), e incluso etnias que hablan lenguas aisladas como los purépechas,Guarajio, seris y huaves.
Estos pueblos siguen siendo partícipes de numerosas luchas por la reivindicación y reconocimiento legal de los derechos de sus comunidades, a pesar de que muchos siguen sufriendo la pobreza, el abandono del campo, la marginación, el racismo y la falta de oportunidades de desarrollo educativo, político y social, han sabido integrarse a una sociedad plural y globalizada, los pueblos indígenas han empezado a adquirir mayor autonomía, lo que les ha permitido valorar su propia cultura ancestral y comunitaria. En el siglo XXI, los pueblos originarios de México han tenido notable participación a nivel mundial, cada día son más los mexicanos indígenas que destacan en la investigación y la ciencia, en las artes y la cultura, en la política y el activismo comunitario, y sobre todo, en la economía.
| Estado           | Cantidad | Nombre |
| ---------------- | -------- | --- |
| Chiapas          | 14       | Kaqchikeles, Jakaltekos, Tekos, Mochós, Tsotsiles, Ch'oles, Mames, Tzeltales, Chujes, k’anjob’ales-Q’anjob’ales, Lacandones, Akatecos, Tojolabales y Zoques |
| Oaxaca           | 13       | Mazatecos, Zapotecos, Chontales de Oaxaca, Cuicatecos, Mixes, Ixcatecos, Mixtecos, Chocholtecos, Chinantecos, Triquis, Tacuates, Huaves y Chatinos          |
| Baja California  | 6        | Ku’ ahles, Cochimíes, Pa ipais, Kiliwas, Kukapás y Kumiais                                                                                                  |
| Veracruz         | 6        | Totonacos, Tepehuas, Olutecos, Popolucas, Sayultecos y Texistepequeños                                                                                      |
| Sonora           | 5        | Yaquis, Mayos, Seris, Pápagos y Guarijíos |
| Campeche         | 4        | Ixiles, K'iches, Q'eqchis' y Awakatekos |
| Chihuahua        | 3        | Tarahumaras, Pilmas y Tepehuanos del norte |
| Estado de México | 3        | Mazahuas, Tlahuicas y Matlatzincas |
| Nayarit          | 2        | Coras y Huicholes |
| San Luis Potosí  | 2        | Huastecos y Pames |
| Guerrero         | 2        | Amuzgos y Tlapanecos |
| Tabasco          | 2        | Ayapanecos y Chontales de Tabasco |
| Durango          | 1        | Tepehuanos del sur |
| Hidalgo          | 1        | Otomíes |
| Guanajuato       | 1        | Chichimeca |
| Yucatán          | 1        | Mayas |
| Coahuila         | 1        | Kikapúes |
| Ciudad de México | 1        | Pueblos Nahuas |
| Michoacán        | 1        | P’urhépechas |
| Puebla           | 1        | Popolocas |

## Mexicanos Afrodescendientes

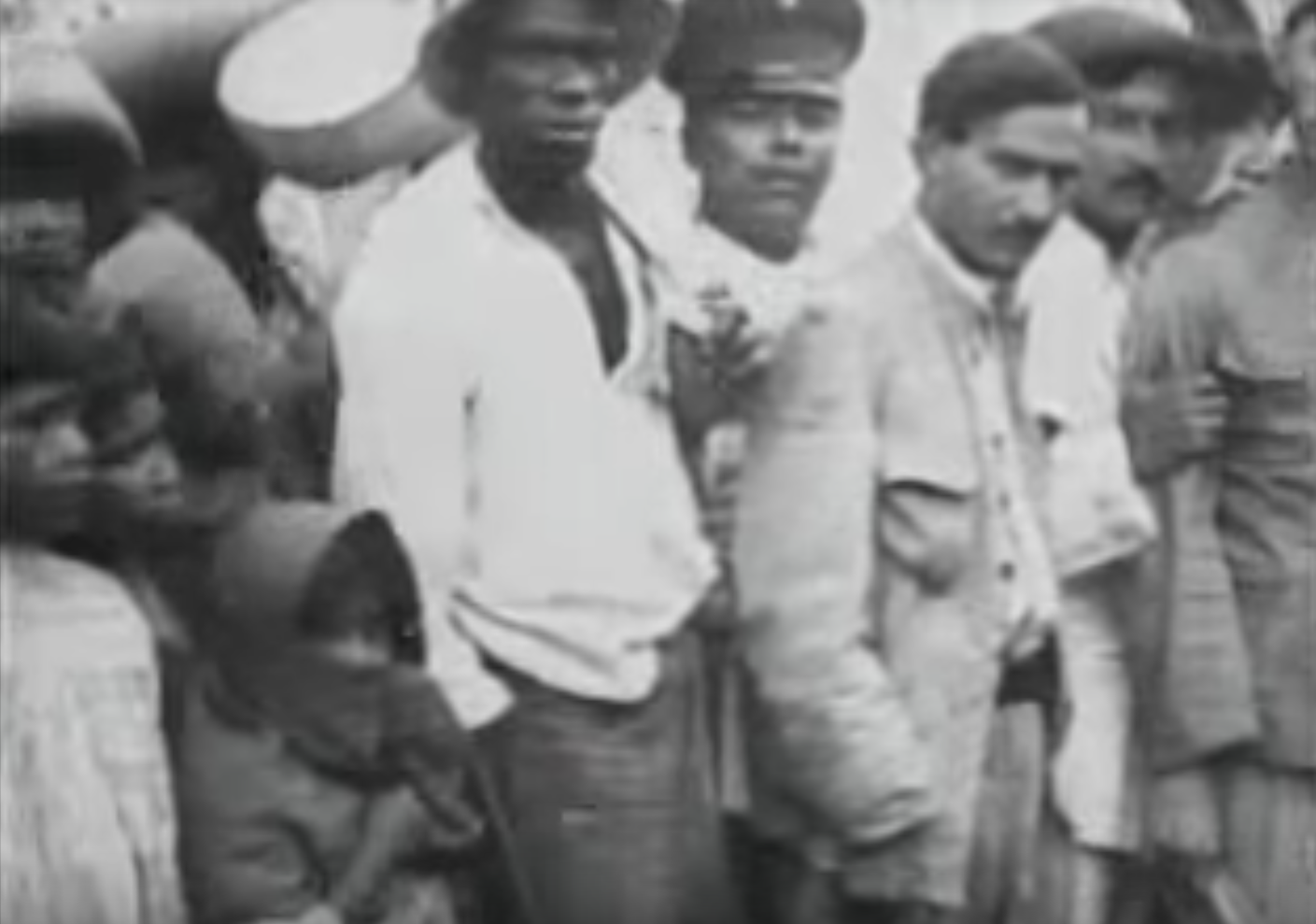
Primer afromexicano en la historia de la filmografía mexicana junto al cadáver de Emiliano Zapata en 1919.

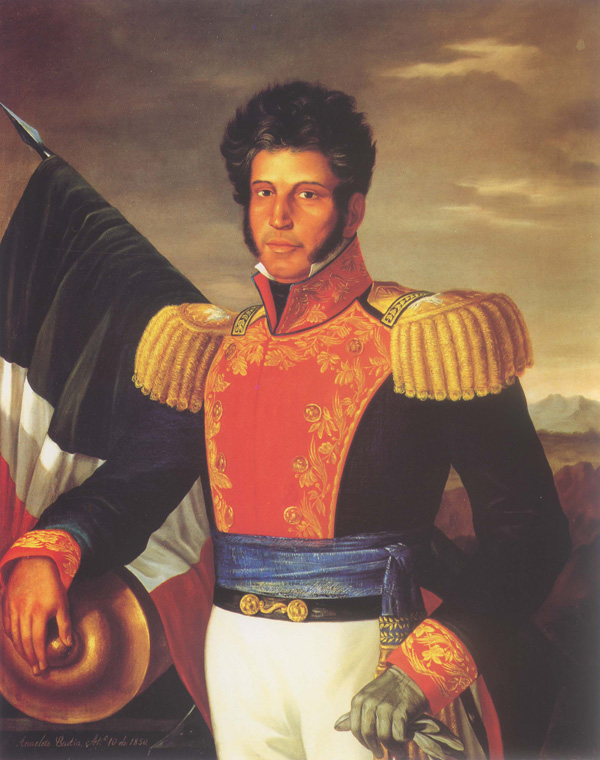
Vicente Guerrero, el primer presidente afrodescendiente de México.

Las personas afromexicanas son descendientes de personas de origen africano traídas a México en calidad de esclavos durante la época de colonial o también de inmigrantes recientes provenientes de África, el Caribe y el resto del continente Americano. En los últimos años, se ha logrado un avance significativo en las políticas federales para reconocer los derechos de estas comunidades, sobre todo en la Ciudad de México. Ahora falta que estos cambios se traduzcan en el ámbito institucional y en políticas públicas que permitan reducir las brechas de desigualdad y hacer efectivos los derechos humanos de las personas afrodescendientes y afromexicanas, en igualdad de condiciones y sin discriminación ni racismo por cualquiera de las condiciones de la diversidad humana. De acuerdo con el censo nacional de 2020, en México habitan más de 2.5 millones de personas afrodescendientes o 2.04% de la población del país, los estados con mayor proporción de afrodescendientes son: Guerrero (8.6%), Oaxaca (4.7%), Baja California Sur (3.3%), Yucatán (3.0%), Quintana Roo (2.8) y Veracruz (2.7%).
La población afromexicana ha estado presente desde el período colonial de la Nueva España a la actualidad. Los españoles llevaron forzadamente personas principalmente de las etnias mandinga y yoruba que compraban en los mercados de esclavos y que posteriormente se mezclaron con los indígenas del sur como el caso de los afromixtecos; en el sistema de castas creado por los españoles, sobre la teoría pre-racista denominada ideología de la pureza de la sangre, se creó una casta especial para disminuir los derechos de los descendientes uniones entre indígenas y africanos subsaharianos, a los que se denominó zambos. La población negra que lograba escapar de la esclavitud se refugió en las altas montañas y en las costas de los estados del sur y el sureste del país. Los censos anteriores al 2015 no tomaban en cuenta a la población afrodescendiente en las encuestas y preguntas estadísticas, fue hasta la Encuesta Intercensal 2015 que se incluyó una pregunta acerca de la autoadscripción que ayudaba a identificar a la población que de acuerdo con su cultura, historia y tradiciones se consideraba afromexicana o afrodescendiente. De acuerdo a esta encuesta en México había 1 381 853 personas afromexicanas o afrodescendientes. Es decir uno de cada 100 habitantes del país.
En la actualidad muchas comunidades afromexicanas en México se encuentran en estado de alta precariedad. Al no existir programas del gobierno que atiendan a la población negra, se han visto marginados y discriminados del resto de mexicanos, el desconocimiento de la raza negra en México los ha invisibilizado y los ha orillado a vivir al margen de la sociedad.

## Mexicanos Mestizos

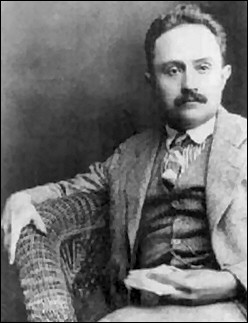
José Vasconcelos, uno de los personajes que aportó a la construcción de la idea del mestizo mexicano con la obra "La raza cósmica"

Desde principios del siglo pasado, la gran mayoría de los mexicanos han sido clasificados como "mestizos", lo que significa en el uso moderno mexicano que no se identifican plenamente ni con la cultura indígena ni con el patrimonio cultural español, sino que más bien se identifican con rasgos culturales que incorporan elementos de las tradiciones indígenas y españolas. Debido a los esfuerzos deliberados de los gobiernos posrevolucionarios se construyó la "identidad mestiza" como base de la identidad nacional mexicana moderna, a través de un proceso de síntesis cultural denominado mestizaje. Los políticos y reformadores mexicanos como José Vasconcelos y Manuel Gamio fueron instrumentales en la construcción de una identidad nacional mexicana con base en este concepto que tenía como objetivo principal "ayudar" a los pueblos indígenas a alcanzar el mismo nivel de progreso que el resto de la sociedad mediante la transformación de las comunidades indígenas en comunidades mestizas para finalmente asimilarlas a la cultura mestiza de la sociedad mexicana.
La meta de la ideología del mestizaje según el mismo Vasconcelos, era que los mexicanos de todas las razas se mezclaran entre sí hasta crear una raza completamente uniforme, a la cual llamó "La Raza Cósmica" lo cual permitiría a México finalmente avanzar hacia el primer mundo, idea que contrastaba fuertemente con la visión del gobierno de Porfirio Díaz, que sostenía que para que México alcanzara óptimo desarrollo la población tenía que ser lo más Europea que fuera posible. La difusión del concepto del mestizaje, sin embargo, se vio limitida en su mayor parte a círculos académicos, mientras interacciones sociales dentro de la sociedad mexicana en general continuaron teniendo en cuenta diferencias en apariencia entre mexicanos. En tiempo reciente el concepto ha enfrentado críticas por parte de círculos académicos modernos, que consideran que su intención de eliminar divisiones raciales vía homogeneización total es en sí racista, ya que invisibiliza minorías como los afromexicanos y desestima acusaciones de racismo en México bajo el argumento de que "No puede haber racismo en México, ya que todos los mexicanos son mestizos." Otras críticas al mestizaje provienen desde el punto de vista científico, ya que la ciencia genética moderna ha develado que las razas como entidades genéticas "estáticas" no existen, sino que son fluidas a manera de espectros, significando que la humanidad en conjunto ya es producto de la mezcla de diferentes "razas" y son las diferentes proporciones de estas en una determinada persona lo que dicta rasgos como la apariencia, lo cual invalida los caracteres de excepcionalidad y singularidad que a principios del siglo XX los intelectuales sentaron como las bases del concepto de "ser mestizo" o mezclado. También se le ha denominado como un "blanqueamiento" de la población, ya que el gobierno de México ha planeado el desarrollo de la nación en todos sus aspectos usando como base a modelos de gobierno occidentales.
La denominación de "mestizo" es amplia y tiene múltiples significados, en consecuencia no hay un consenso, ni siquiera en instituciones de alto nivel respecto a quien es mestizo y quien no y lleva a que las estimaciones respecto a qué porcentaje de la población mexicana es mestiza varien ampliamente. Según la Enciclopedia Británica, que utiliza un criterio basado en biología, alrededor de tres quintas partes de la población de México son mestizos mientras que con base en un criterio cultural el porcentaje de mestizos alcanza el 90%, lo que ha llevado a que investigaciones genéticas de grupos denominados como mestizos presenten herencia genética casi completamente indígena en unos casos y herencía genética casi completamente europea en otros. Paradójicamente el término "mestizo" ha sido abandonado en el vocabulario mexicano cotidiano quizá por su definición variante y subjetiva en contraste a términos como "indio" "blanco" o "negro" que en la sociedad mexicana se escuchan comúnmente todos los días. Otro motivo para el gradual abandono de la etiqueta pudiese ser que al expandir su definición más allá de límites raciales para incluir a todos los mexicanos hispanohablantes (incluyendo a mexicanos indígenas y blancos) en una sola identidad cultural ésta perdió su propósito, ya que para fines prácticos vino a significar lo mismo que el término "mexicano", cuyo uso fue favorecido por ser nacionalidad y no tener carga racial implícita e histórica que pudiera provocar confusión.

## Mexicanos Eurodescendientes
Los primeros europeos llegaron a territorio mexicano durante la época colonial procedentes en su mayoría de España, principalmente de las regiones de Galicia, Asturias, Cantabria y el País Vasco. Tras el establecimiento de México como estado independiente durante el Segundo Imperio Mexicano y tras la Segunda Guerra Mundial llegaron europeos de muchas otras nacionalidades. En el siglo XX los principales contingentes de europeos que llegaron a México eran españoles, italianos, franceses y alemanes aunque también hubo migración de daneses, británicos, checos, polacos, suecos, croatas y serbios. También llegaron grupos de estadounidenses, canadienses y judíos de diversos países europeos. Aunque históricamente solo dos censos nacionales (en 1793 y en 1921) realizados por el gobierno en turno han incluido una clasificación étnica extensiva, en sus encuestas nacionales más recientes el Instituto Nacional de Estadística y Geografía ha retomado esta práctica.

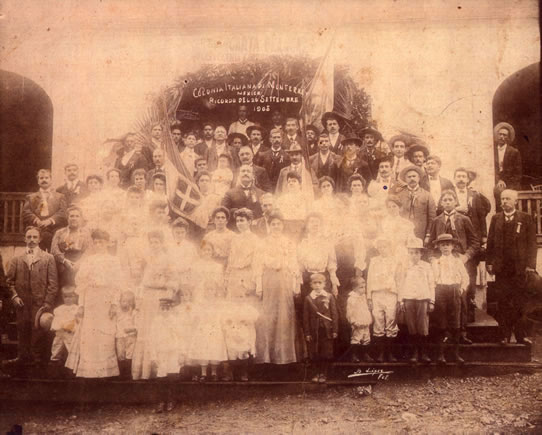
Después del segundo imperio, México experimentó los primeros asentamientos europeos no-ibéricos dentro de su territorio, Inmigrantes Italianos en Nuevo León (1900).

Las estimaciones de la población blanca de México difieren mucho tanto en la metodología como en los porcentajes dados, fuentes extraoficiales como The World Factbook o Latinobarómetro que utilizan los resultados del censo de 1921 como base de sus estimaciones calculan esta población en solo el 10%, sin embargo, los resultados del censo de 1921 han sido cuestionados por varios historiadores y se consideran inexactos hoy en día. Otras fuentes sugieren porcentajes más elevados: la Enciclopedia Británica los estima en alrededor del 30% de la población, investigaciones de campo que usan como referencia la presencia de rasgos fenotípicos como el cabello rubio para clasificar a un mexicano como blanco como la investigación realizada por la Universidad Autónoma Metropolitana México alculó el porcentaje de dicho grupo étnico en 23%, con una metodología similar, la Asociación Americana de Sociología con una metodología similar la Asociación Americana de Sociología obtuvo un porcentaje de 18.8%, teniendo su mayor frecuencia en la región norte de (22.3%–23.9%) seguida de la región centro (18.4%–21.3%) y la región sur (11.9%). Otro estudio, hecho por el University College London en colaboración con el Instituto Nacional de Antropología e Historia de México encontró que las frecuencias de cabello rubio y ojos claros en los mexicanos son de 18% y 28% respectivamente. Encuestas que utilizan como referencia el color de la piel como las realizadas por el Consejo Nacional para Prevenir la Discriminación de México, el Instituto Nacional de Estadística y Geografía y fuentes contemporáneas como la Enciclopedia Británica reportando resultados que los estiman en alrededor de un tercio de la población del país.
Los mexicanos descendientes de europeos, blancos o criollos se han dispersado por toda la geografía mexicana. La mayoría de ellos está concentrados en los estados del norte y oeste de México, donde las tribus originarias eran considerablemente menos numerosas y el gobierno mexicano llevó a cabo programas gubernamentales para incentivar la inmigración europea lo que resultó en la mayoría de la población no teniendo herencia nativa o siendo predominantemente europea.  La Ciudad de México por ser la capital del país alberga también importantes grupos de inmigrantes de diferentes partes de Europa llegados desde la época colonial hasta años recientes mientras estados como Veracruz, Puebla y Yucatán aún mantienen comunidades importantes de inmigrantes europeos en sus territorios como es el caso de Chipilo en Puebla donde el 90% de la población es de origen criolla italiana y su habla tradicional ha sido el véneto de Segusino junto con el español.

## Mexicanos Árabes

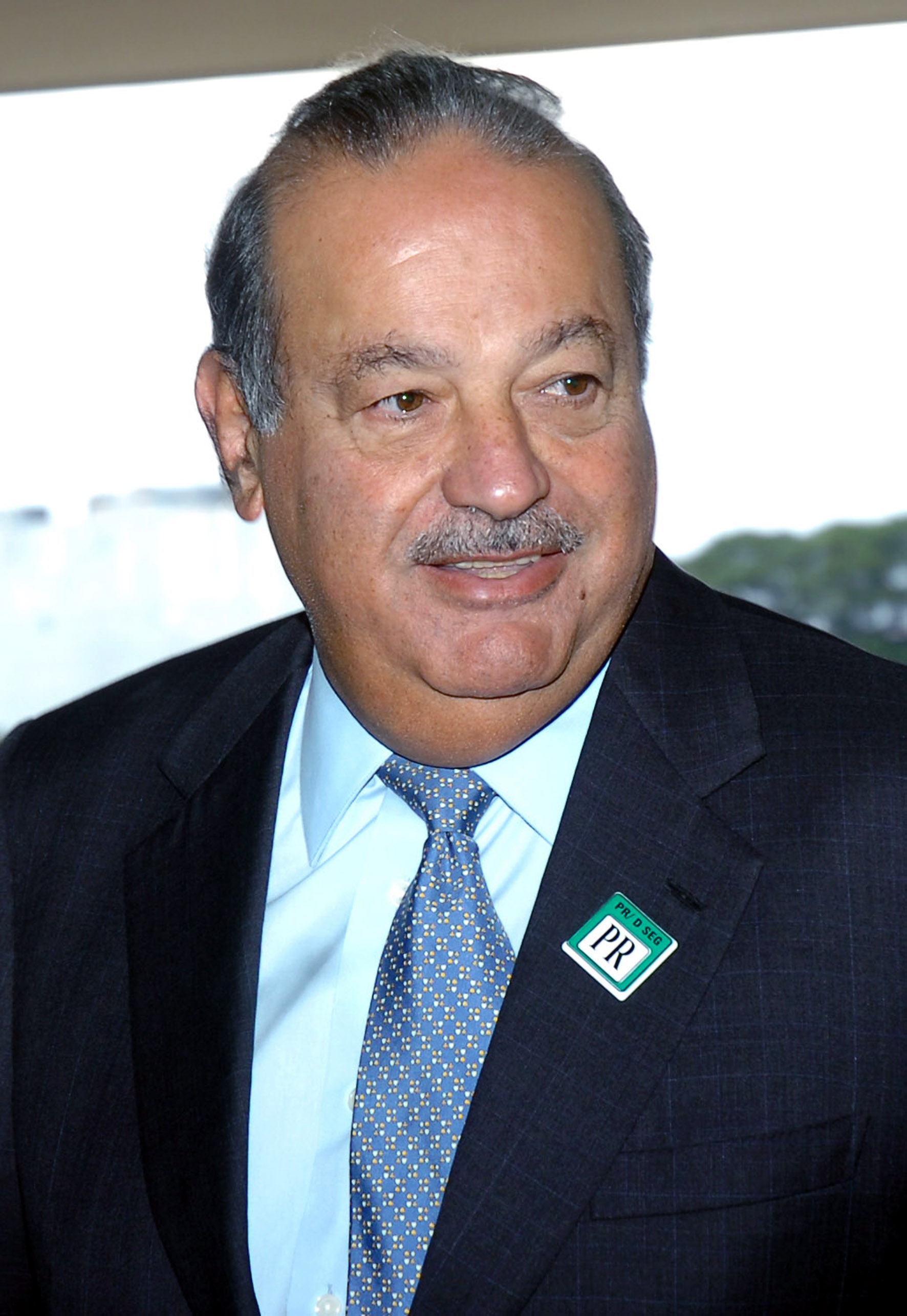
Carlos Slim es de ascendencia libanesa.

En México existen personas de Medio oriente y regiones limítrofes tales como árabes, turcos, armenios, iraníes, y judíos y otros del Medio Oriente. En concreto, la población árabe en México apenas supera el millón, sin embargo, los descendientes de estos han tenido un papel destacado en la vida empresarial, cultural, política y artística de México.
La inmigración árabe a México comenzó en el siglo XIX y principios del XX. Aproximadamente 100,000 arabohablantes se establecieron en México durante este período. Procedían en su mayoría del Líbano, Siria, Palestina e Irak y se asentaron en gran número en Nayarit, Puebla, la Ciudad de México y el norte del país (principalmente en los estados de Baja California, Tamaulipas, Nuevo León, Sinaloa, Chihuahua, Coahuila y Durango, así como en la ciudad de Tampico y Guadalajara). El término "mexicano árabe" puede incluir grupos étnicos que de hecho no se identifican como árabes.
Durante la guerra entre Israel y el Líbano en 1948 y durante la guerra de los Seis Días, miles de libaneses abandonaron su país y se fueron a México. Primero llegaron a Veracruz. Aunque los árabes constituían menos del 5% del total de la población inmigrante en México durante la década de 1930, abarcaban la mitad de la actividad económica de los inmigrantes.
La inmigración de árabes en México ha influido en la cultura mexicana, en particular en la alimentación, donde han introducido el Kibbeh, el Tabbouleh e incluso han creado recetas como los Tacos Árabes. Hacia 1765, los dátiles, que se originaron en el Medio Oriente, fueron introducidos en México por los españoles. La fusión entre la comida árabe y mexicana ha influido mucho en la cocina yucateca.
La mayoría de los árabe-mexicanos son cristianos que pertenecen a la Iglesia católica (latina, maronita o de otras Iglesias católicas orientales) o a la Iglesia ortodoxa. Un número escaso son musulmanes y judíos de Oriente Medio.

## Mexicanos Asiáticos

Jóvenes de origen japonés de Monterrey, Nuevo León.

Los mexicanos asiáticos representan menos del 1% de la población total del México moderno, sin embargo son una notable minoría. Debido a la percepción histórica y contemporánea en la sociedad mexicana de lo que constituye la cultura asiática (asociada con el Lejano Oriente más que con el Cercano Oriente), los mexicanos asiáticos son de ascendencia oriental, del sur y del sureste asiático y los mexicanos de ascendencia asiática occidental no se consideran parte del grupo.

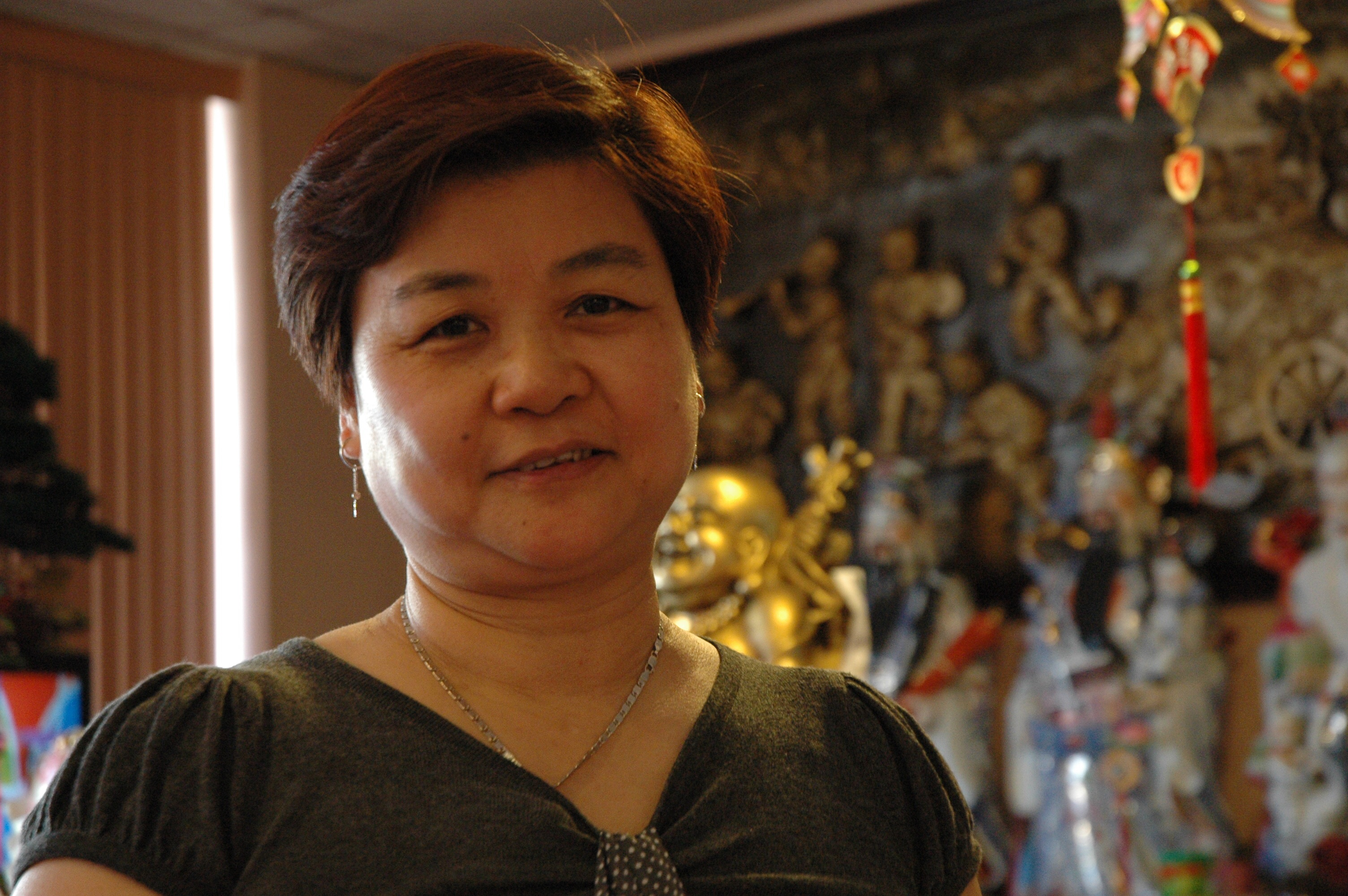
Mujer mexicana de origen chino en Mexicali.

La inmigración asiática comenzó con la llegada de filipinos a México durante el período español. Durante dos siglos y medio, entre 1565 y 1815, muchos filipinos y mexicanos navegaron hacia y desde México y Filipinas como marineros, tripulaciones, esclavos, prisioneros, aventureros y soldados en el Galeón Manila-Acapulco, ayudando a España en su comercio entre Asia y las Américas. También en estos viajes, miles de individuos asiáticos (en su mayoría hombres) fueron traídos a México como esclavos y fueron llamados "Chinos", aunque en realidad no todos venían de China, ya que también había japoneses, coreanos, malayos, filipinos, javaneses, camboyanos, timorenses, y gente de Bengala, India, Ceilán, Makassar, Tidore, Terenate. Un ejemplo notable es la historia de Catarina de San Juan (Mirra), una niña india capturada por los portugueses y vendida como esclava en Manila. Llegó a la Nueva España y finalmente dio origen a la "China Poblana". 
Según un estudio genético realizado por National Geographic, la proporción de ascendencia nativa americana entre los filipinos es del 2%. Tomaron esta ascendencia nativa americana de los mexicanos. En Página 100 de libro, "Intercolonial Intimacies: Relinking Latin/o America to the Philippines, 1898-1964" 35.000 mexicanos eran colonos en una población filipina de sólo 1,5 millones de filipinos. Formando así el 2,33% de la población. Por eso podría considerarse que 2,3 millones de filipinos tienen algún ancestro de México.
Los asiáticos se convirtieron en el grupo de inmigrantes de más rápido crecimiento en México desde la década de 1880 hasta la de 1920, pasando de 1,500 en 1895 a más de 20,000 en 1910. Estos primeros individuos no son muy evidentes en el México moderno principalmente por dos razones: la práctica común de los esclavos Chinos de hacerse pasar como Indios con el fin de alcanzar la libertad (ya que los indígenas mexicanos estaban legalmente protegidos de la esclavitud) y, como había ocurrido con gran parte de la población negra de México, durante generaciones la población asiática fue absorbida por la población mestiza en general.

## En la actualidad

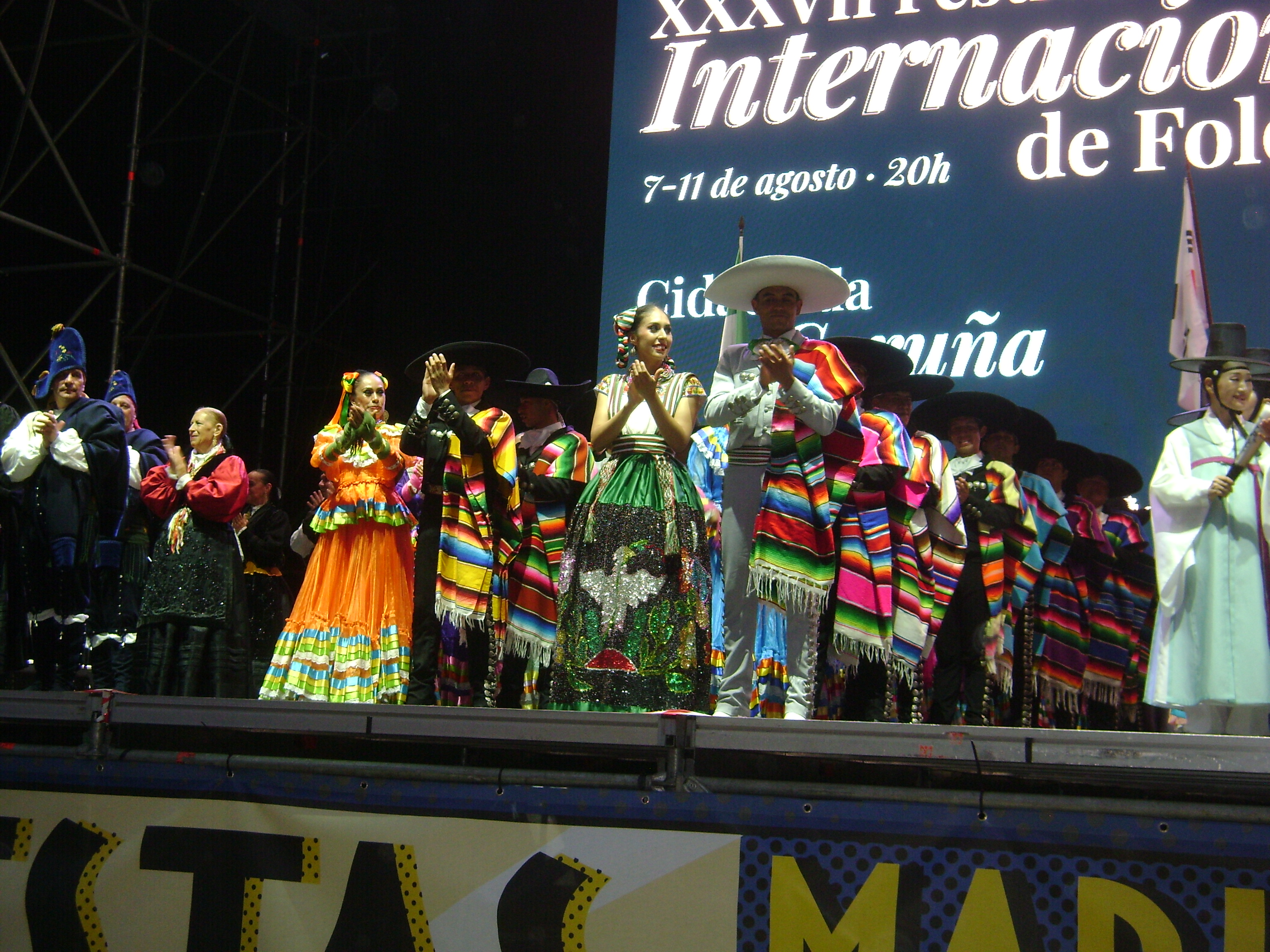
Folklore mexicano en La Coruña, Galicia (España).

Desde el final de la Revolución mexicana, la identidad oficial promovida por el gobierno mexicano ha sido la del mestizo (una mezcla de culturas y herencias europeas e indígenas) establecida con la intención original de eliminar divisiones y crear una identidad unificada que permitiera a México modernizarse e integrarse con la comunidad internacional. Aunque hoy en día la gran mayoría de la población del país se considera mexicana, las diferencias en rasgos físicos y apariencia siguen jugando un papel importante en las interacciones sociales cotidianas, tomando esto en cuenta, en los últimos tiempos el gobierno de México ha comenzado a realizar investigaciones étnicas para cuantificar los diferentes grupos étnicos que habitan el país con el objetivo de reducir las desigualdades sociales entre ellos. Según estas recientes investigaciones, el 19.4% de la población de México se autoidentifica como indígena y el 2.04% se autoidentifica como afromexicano, no existe un censo definitivo que cuantifique a la población blanca de México, con estimaciones del gobierno y fuentes contemporáneas reportando resultados que los estiman en alrededor de un tercio de la población del país cifra que se basa en rasgos fenotípicos como el color de la piel en lugar de la autoidentificación de la ascendencia.

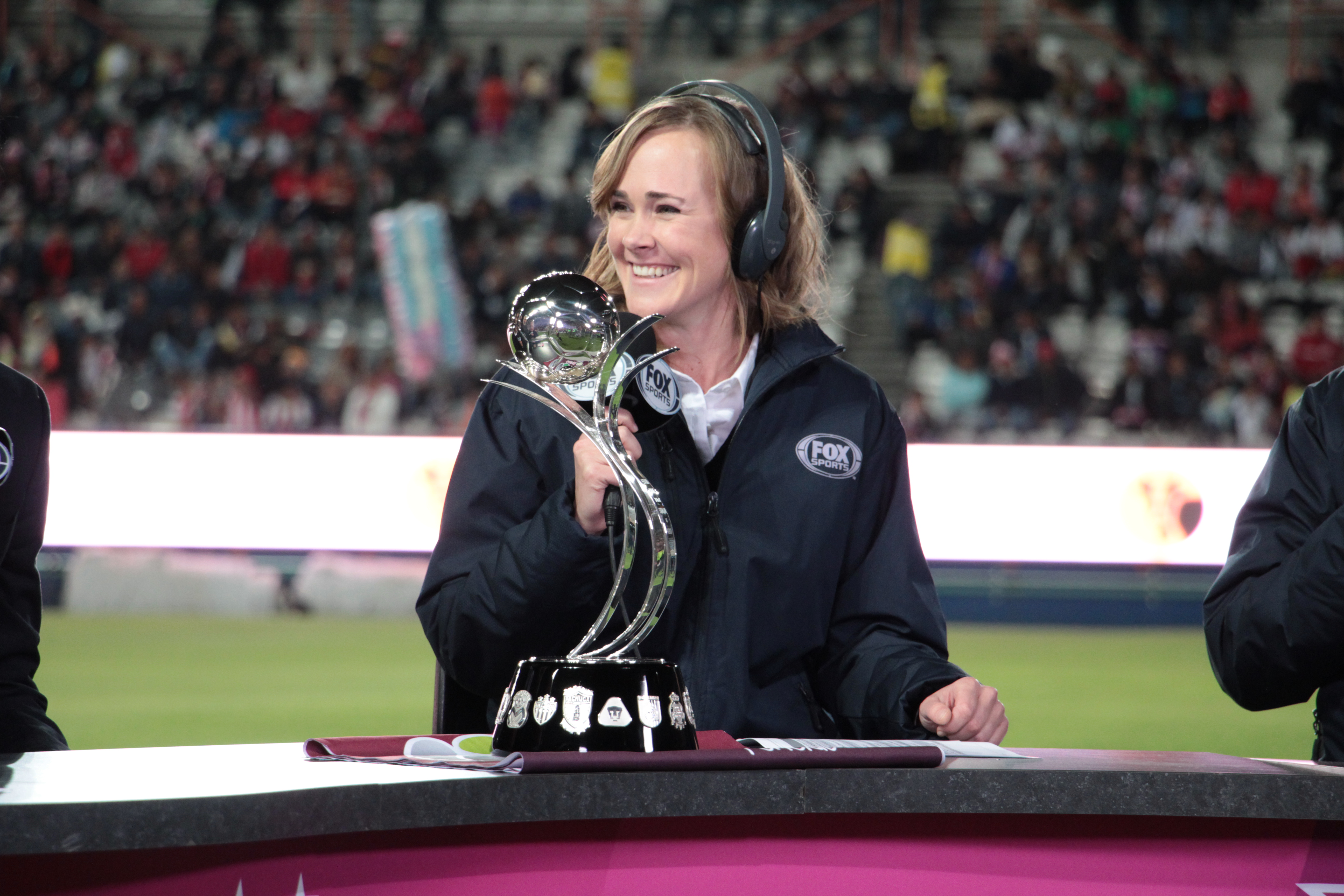
Marion Reimers, una reportera y conductora de televisión mexicana

En términos muy generales, las relaciones étnicas pueden organizarse en torno a un eje entre los dos extremos del patrimonio cultural europeo y amerindio, que es un remanente del sistema de castas español que clasificaba a los individuos en función de su nivel percibido de mezcla biológica entre los dos grupos, aunque dicha dinámica se ha vuelto fluida, mezclando rasgos socioculturales y económicos con rasgos fenotípicos, permitiendo que los individuos se muevan entre categorías y definan sus identidades étnicas y raciales situacionalmente, la presencia en el país de poblaciones de tamaño considerable de origen africano y asiático vuelven dichas dinámicas más complejas. A pesar de que existe una gran variación en los fenotipos entre los mexicanos, la apariencia europea todavía es fuertemente preferida en la sociedad mexicana, con la piel más clara recibiendo una atención más positiva, ya que se asocia con atributos positivos como lo son el dinero, la modernidad y la clase social alta. En contraste, la ascendencia indígena a menudo se asocia con tener una clase social inferior, así como con niveles más bajos de educación. Estas distinciones son más fuertes en la Ciudad de México, donde se localizan las élites más poderosas del país.
Aunque el gobierno mexicano no utilizó oficialmente términos raciales relacionados con personas europeas o blancas durante casi un siglo (reanudándolos después de 2010), los conceptos de "gente blanca" (conocidos como güeros o blancos en el español mexicano) y de "ser blanco" no desaparecieron y todavía están presentes en la cultura mexicana cotidiana: en la sociedad mexicana se utilizan diferentes modismos raciales que sirven como términos mediadores entre grupos raciales. No es extraño ver a vendedores ambulantes llamar güero o güerito a un cliente potencial, a veces incluso cuando la persona no es de piel clara. En este caso se utiliza para iniciar una especie de familiaridad, pero en casos en los que las tensiones sociales/raciales son relativamente altas, puede tener el efecto contrario. La falta de una línea divisora clara entre mexicanos blancos y mestizos ha vuelto el concepto de raza relativamente fluido, con el estatus socioeconómico teniendo influencia en la percepción racial de una persona. Sin embargo, sociólogos e historiadores contemporáneos coinciden en que, dado que el concepto de "raza" tiene un fundamento psicológico más que biológico y a los ojos de la sociedad un mestizo con un alto porcentaje de ascendencia europea es considerado "blanco" y un mestizo con un alto porcentaje de ascendencia indígena es considerado "indio", se debe permitir que una persona se identifique con un grupo étnico con el que sienta pertenencia, aunque biológicamente no pertenezca completamente a él.